# Cholesterische Flüssigkristallanzeige
Cholesterische Flüssigkristallanzeigen (englisch Cholesteric Liquid Crystal Display, kurz ChLCD) sind eine auf der Basis von cholesterischen Flüssigkristallen aufgebaute Anzeigen. Dieser Typ von Flüssigkristallanzeigen wurde von der Firma Kent Displays entwickelt.
Die Pixel einer Anzeige haben einen bistabilen Zustand, den sie ohne anliegende Versorgungsspannung halten können. Damit bleiben dargestellte Bildinhalte erhalten, ohne weitere Energie zu verbrauchen (Zero-Power). Die Nachteile dieser Technologie sind die langsame Bildwiederholfrequenz und der eingeschränkte Temperaturbereich.
Bistabile Anzeigen werden beispielsweise als Preisschilder in Supermärkten oder im ÖPNV zur Darstellung von Fahrplänen eingesetzt.

## Funktionsweise
Durch Anlegen einer elektrischen Spannung lassen sich die cholesterischen Flüssigkristalle in drei Zustände überführen.
In der homöotropen Textur wird Licht nahezu ungehindert durchgelassen.
Die fokal-konische Textur ist ein instabiler Zwischenschritt. Wird die Spannung in dieser Phase weggenommen, so fällt das Display wieder in die homöotrope Phase zurück.
In der planaren Textur wird durch die Bragg-Reflexion ein Teilbereich des sichtbaren Lichts reflektiert.
Üblicherweise wird eine Absorptionsfläche hinter der Anzeige angebracht und beispielsweise durch eine schwarze Lackierung realisiert. Je nach Ansteuerung wird so einfallendes Licht entweder absorbiert oder reflektiert.